# Scott Clayton
Scott Clayton (* 11. Februar 1994 in Jersey) ist ein britischer Tennisspieler.

## Karriere
Scott Clayton spielte zu Beginn seiner Karriere ausschließlich Turniere auf der drittklassigen ITF Future Tour, wo er bislang 26 Titel im Doppel gewinnen konnte. 2015 erhielt er eine Wildcard für das Doppelfeld des Challengers in Manchester. Dies war vorerst der einzige Auftritt auf der Challenger Tour. Erst über ein Jahr später erhielt er erneut eine Wildcard für das Turnier in Nottingham, das ebenfalls mit einer Auftaktniederlage endete. Seinen ersten Titel konnte er mit Jonny O’Mara in Izmir gewinnen, als er von einer Aufgabe seiner Finalgegner Denys Moltschanow und Serhij Stachowskyj profitierte und das Finale kampflos gewann.
Sein Debüt auf der ATP World Tour machte Clayton an der Seite seines Partners Jonny O’Mara in Eastbourne. Mit einer Wildcard ausgestattet startete er im Doppelfeld, verlor jedoch gleich sein erstes Spiel gegen Diego Schwartzman und Jiří Veselý in drei Sätzen. Seinen größten Erfolg feierte er ebenfalls zusammen mit Jonny O’Mara in Wimbledon. Durch eine verletzungsbedingte Aufgabe seiner Gegner Paolo Lorenzi und Adrian Mannarino schaffte er bei seinem Grand-Slam-Debüt nach gewonnenem ersten Satz den Einzug in die zweite Runde. Dort gab es gegen das topgesetzte Duo Henri Kontinen und John Peers eine klare Niederlage. Während er im Einzel bislang nicht über Rang 689 hinauskam, schaffte er im Doppel Mitte des Jahres den Sprung unter die Top 150.

## Erfolge
| Legende (Anzahl der Siege)  |
| Grand Slam                  |
| ATP World Tour Finals       |
| ATP World Tour Masters 1000 |
| ATP World Tour 500          |
| ATP World Tour 250          |
| ATP Challenger Tour (4)     |

### Doppel

#### Turniersiege
| Nr. | Datum              | Turnier       | Belag         | Partner        | Finalgegner                          | Ergebnis          |
| --- | ------------------ | ------------- | ------------- | -------------- | ------------------------------------ | ----------------- |
| 1.  | 23. September 2017 | Izmir         | Hartplatz     | Jonny O’Mara   | Denys Moltschanow Serhij Stachowskyj | kampflos          |
| 2.  | 24. Februar 2018   | Bergamo       | Hartplatz (i) | Jonny O’Mara   | Laurynas Grigelis Alessandro Motti   | 5:7, 6:3, [15:13] |
| 3.  | 3. März 2019       | Pau           | Hartplatz (i) | Adil Shamasdin | Sander Arends Sam Weissborn          | 7:64, 5:7, [10:8] |
| 4.  | 17. März 2019      | Drummondville | Hartplatz (i) | Adil Shamasdin | Matt Reid John-Patrick Smith         | 7:5, 3:6, [10:5]  |